# Sérgio Costa
Sérgio Costa (* 28. Februar 1962) ist ein brasilianischer Soziologe. Er ist Professor für die Soziologie Lateinamerikas am Lateinamerika-Institut der Freien Universität Berlin.

## Leben und Wirken
Nach dem Studium der Wirtschaftswissenschaften an der Universidade Federal de Minas Gerais (1980–1985) arbeitete Costa zunächst als Parlamentarischer Berater für Wirtschaftsfragen bei der Legislativversammlung des brasilianischen Bundesstaats Minas Gerais und als Ökonom in der Planungsabteilung des Stadtverwaltung von Governador Valadares.
1989 nahm er ein Aufbaustudium in Soziologie an der Universidade Federal de Minas Gerais auf, das er 1991 mit dem Mestrado-Grad abschloss (Schwerpunkt: soziale Bewegungen und Demokratisierung). Es folgte 1995 die Promotion am Fachbereich Soziologie der FU Berlin, Thema seiner summa cum laude bewerteten Dissertation waren Dimensionen der Demokratisierung: Öffentlichkeit, Zivilgesellschaft und lokale Partizipation in Brasilien.
Anschließend wurde er Wissenschaftlicher Mitarbeiter und Projektleiter am Centro Brasileiro de Análise e Planejamento (CEBRAP) in São Paulo. Costa wurde 1997 als Professor adjunto der Soziologie an die Universidade Federal de Santa Catarina berufen. Dort ließ er sich 1999 beurlauben und kehrte als Wissenschaftlicher Mitarbeiter an die FU Berlin (Lateinamerika-Institut) zurück.
Mit einer Schrift über postkoloniale Konfigurationen und Paradoxien transnationaler Politik („Vom Nordatlantik zum ‚Black Atlantic‘“) habilitierte sich Costa 2005 am Fachbereich Politik und Sozialwissenschaften der FU Berlin.
Anschließend ging er als Forschungsprofessor an den Forschungsbereich Recht und Demokratie des CEBRAP in São Paulo. 2006/07 hatte er eine DAAD-Gastprofessur am Institut für Soziologie der Universität Flensburg, im darauffolgenden akademischen Jahr war er Gastprofessor am Lateinamerika-Institut der FU Berlin.
Seit Februar 2008 ist er Universitätsprofessor für Soziologie Lateinamerikas an der FU Berlin, wo er sowohl dem Institut für Soziologie als auch dem Lateinamerika-Institut (LAI) zugeordnet ist. Costa war mehrmals Vorsitzender des Institutsrats des LAI (2009–11; 2019/20 und 2021/22).
Seine Forschungsschwerpunkte sind soziale Ungleichheit, kulturelle Differenzen und Demokratie; zudem arbeitet er zu Rassismus und Antirassismus.

## Schriften (Auswahl)

### Monografien
- Dimensionen der Demokratisierung. Öffentlichkeit, Zivilgesellschaft und lokale Partizipation in Brasilien. Frankfurt am Main 1997, ISBN 3-89354-156-X.
- Costa, S./ Alonso, A./ Tomioka, S. (2001): A modernização negociada: transporte e riscos ambientais. [Die konzertierte Modernisierung: Verkehr und Umweltrisiken]. São Paulo/Brasília: CEBRAP/IBAMA
- As cores de Ercília. Esfera pública, democracia, configurações pós-nacionais. [Die Farben Ercílias. Öffentlichkeit, Demokratie, und post-nationale Konfigurationen]. Belo Horizonte 2002, ISBN 85-7041-325-4.
- Vom Nordatlantik zum „Black Atlantic“. Postkoloniale Konfigurationen und Paradoxien transnationaler Politik. Bielefeld 2007, ISBN 3-89942-702-5.
- Góngora Mera, Manuel/ Vera Santos, Rocío/ Costa, Sérgio (2019): Entre el Atlántico y el Pacífico Negro. Afrodescendencia y regímenes de desigualdad en Sudamérica. Madrid/Frankfurt am Main: Iberoamericana/Vervuert
- mit Guilherme Leite Gonçalves: A port in global capitalism. Unveiling entangled accumulation in Rio de Janeiro. London 2019, ISBN 978-0-367-34096-4.
  - Leite Gonçalves, Guilherme/ Costa, Sérgio (2020): Um porto no capitalismo global: Desvendando a acumulação entrelaçada no Rio de Janeiro. São Paulo: Boitempo.